# Neuburger Kammeroper

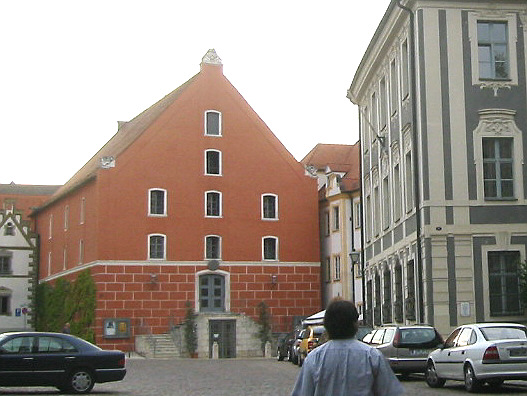
Stadttheater Neuburg an der Donau am Ottheinrichplatz

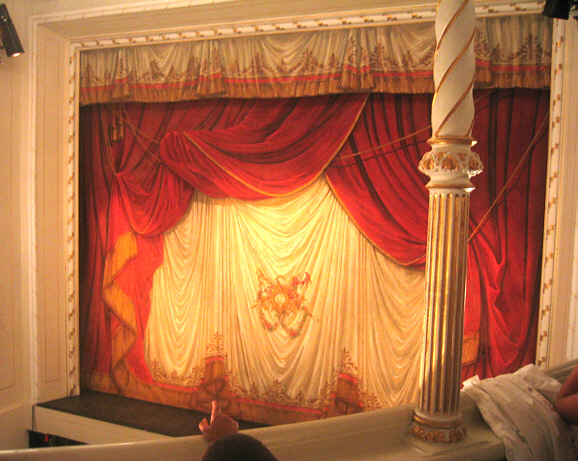
Stadttheater – Innenraum

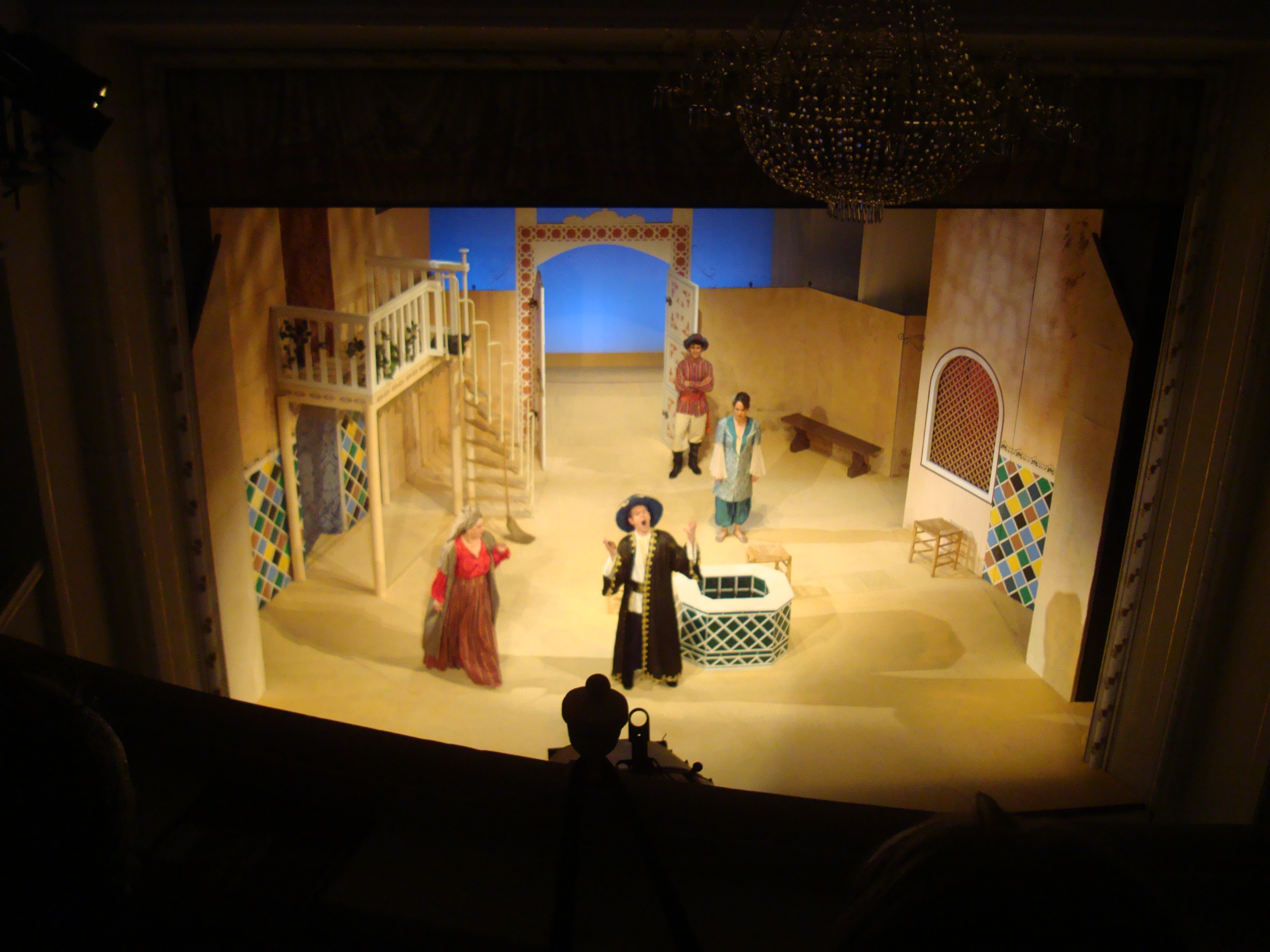
Manuel García – Der Kalif von Bagdad

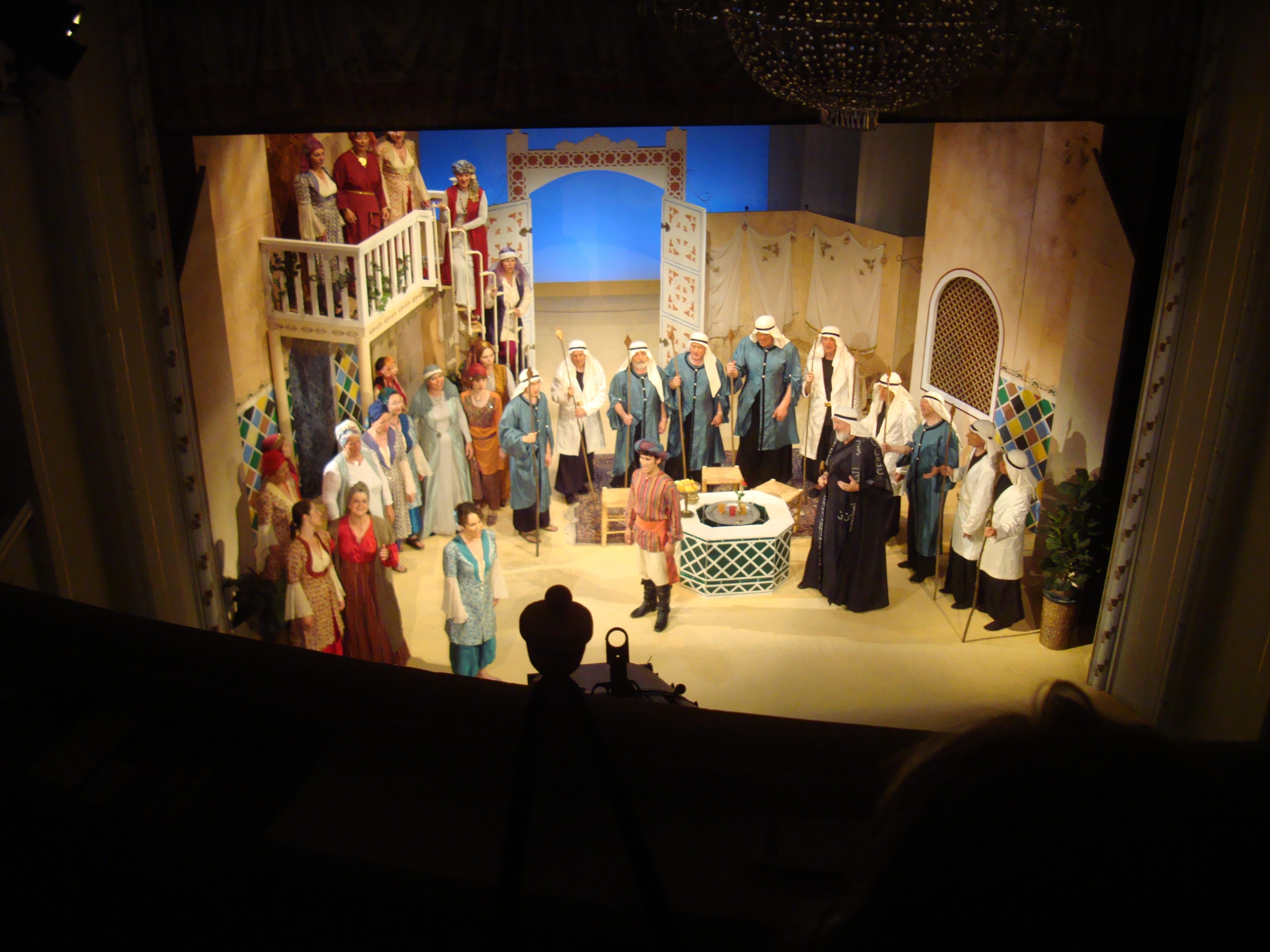
Manuel García – Der Kalif von Bagdad

Die Neuburger Kammeroper e. V. war eine 1969 bis 2025 im Stadttheater von Neuburg an der Donau spielende Institution, die selten aufgeführte Werke des Musiktheaters aus dem 18. und 19. Jahrhundert auf die Bühne brachte.

## Geschichte
1868 ließen die Neuburger Bürger den überflüssig gewordenen herzoglichen Zehentstadel in der historischen Altstadt zu einem spätbiedermeierlichen Theater umbauen. 1965 musste der Betrieb wegen feuerpolizeilicher Mängel eingestellt werden. Nach einer grundlegenden Renovierung unter dem Kulturdezernenten Anton Sprenzel (heute Ehrenbürger der Stadt Neuburg) wurde es 1969 wiedereröffnet.
Der in Neuburg aufgewachsene Opernsänger und Regisseur Horst Vladar gründete zu diesem Anlass mit seinem Bruder Heinrich Wladarsch (1939–2013) und Anton Sprenzel die Neuburger Kammeroper. Sie brachte jeden Sommer neue Produktionen auf die Bühne und hatte es sich zur Aufgabe gemacht, fast nur unbekannte Opern vorzustellen, dazu wurde sie bis 2025 von der Stadt und dem Landkreis gefördert.
Die musikalische Leitung oder Einstudierung übernahmen u. a. Ralph Toursel, Georg Zettel, Rainer Baum, Markus Baisch, Markus Poschner, Stefan Klingele, Georg Hermansdorfer, Hartmut Hudeczek (heute Prof. an der HMT Leipzig) und Alois Rottenaicher.
Bühnenbildner waren u. a. Heinrich Wladarsch, Petra Mollerus, Walter Heinemann, Matthias Schlüter, Ulrich Hüstebeck (1938–2014) und Michele Lorenzini.
Die Libretti wurden von Annette und Horst Vladar übersetzt und bearbeitet. Horst Vladar richtete auch die Noten ein, hatte die künstlerische Leitung inne und führte seit 1969 Regie. In den Jahren 2013, 2015, 2017, 2019 und 2021 übernahm auch der seit 1994 mitwirkende Bariton Michael Hoffmann (heute Dozent für Musik an der HfS Berlin) die Inszenierung eines der beiden in diesen Jahren dargebotenen Einakter.
Es spielte das Orchester des Akademischen Orchesterverbandes München zu hören. Die Choristen und ein Teil der Techniker waren Amateure.
Nach einigen stilistischen Experimenten wurden die Plakate 1974 bis 1976 von Pius Eichlinger und von 1977 bis 1986 von den jeweiligen Bühnenbildnern gestaltet. Ab 1987 übernahm Michael Wladarsch, zunächst als Designstudent, die Gestaltung. 1989 kreierte er das Corporate Design der Neuburger Kammeroper (Diplomarbeit) und seither wurden Plakate und Programmhefte von seiner Agentur designt.
Da sich die leitenden Personen des Trägervereins 2025 aus Altersgründen zurückzogen, war die Produktion 2025 die letzte der Kammeroper. Das Zustandekommen selbst dieser Produktion war durch fehlende städtische Zuschüsse gefährdet, die aber im November 2024 noch gesichert werden konnten.

## Inszenierung von selten gespielten Opern
Bekannt war die Neuburger Kammeroper für ihre Aufführungen von Raritäten. Die meisten Opern und Operetten, die hier stets in deutscher Sprache zu szenischen Aufführungen kamen, waren seit ihrer Entstehungszeit nurmehr wenig oder gar nicht gespielt worden. Das Aufführungsmaterial musste aus handschriftlichen Quellen eigens angefertigt werden.
Im Laufe der Jahre sind in szenischen Aufführungen 73 Werke des heiteren Musiktheaters – darunter zahlreiche Beispiele der Opera buffa, des Dramma giocoso, der Opéra comique, des Singspiels und des Liederspiels wieder zu Gehör gekommen:
| Komponist                            | Originaltitel                                          | NKO Titel                                       | NKO Aufführung | Bemerkung                      |
| ------------------------------------ | ------------------------------------------------------ | ----------------------------------------------- | -------------- | ------------------------------ |
| Adolphe Adam                         | La poupée de Nuremberg                                 | Die Nürnberger Puppe                            | 1979           |                                |
| Adolphe Adam                         | Une bonne fortune                                      | So ein Glück                                    | 2013           |                                |
| Daniel-François-Esprit Auber         | L’ambassadrice                                         | Die Botschafterin                               | 1975           |                                |
| Marcello Bernardini                  | Furberia e puntiglio                                   | Schlaukopf und Dickschädel                      | 2015           |                                |
| Henri Montan Berton                  | Le grand deuil                                         | Die große Trauer                                | 2009           |                                |
| Michele Carafa                       | Mariti aprite gli occhi! ossia La gelosia corretta     | Männer! Augen auf!                              | 2011           |                                |
| Charles Simon Catel                  | Les aubergistes de qualité                             | Die vornehmen Wirte                             | 1978           |                                |
| Domenico Cimarosa                    | Le astuzie femminili                                   | Weiberlist                                      | 1974           |                                |
| Domenico Cimarosa                    | L’impresario in angustie                               | Theatralische Abenteuer                         | 2020           |                                |
| Nicolas Dalayrac                     | Une heure de mariage                                   | Eine Stunde verheiratet                         | 2021           |                                |
| Nicolas Dalayrac                     | Maison à vendre                                        | Haus zu verkaufen                               | 2021           |                                |
| Franz Danzi                          | Die Mitternachtsstunde                                 | Die Mitternachtsstunde                          | 1976           |                                |
| Pierre-Antoine-Dominique Della-Maria | L’oncle valet                                          | Der Onkel                                       | 1980           |                                |
| Pierre-Antoine-Dominique Della-Maria | Le prisonnier                                          | Der Arrestant                                   | 1980           |                                |
| Valentino Fioravanti                 | Le cantatrici villane                                  | Die Dorfsängerinnen                             | 1973           |                                |
| Domenico Fischietti                  | Il signor dottore                                      | Der Herr Doktor                                 | 1995           |                                |
| Sophie Gail                          | Les deux jaloux                                        | Eifersucht                                      | 2013           |                                |
| Baldassare Galuppi                   | Il mondo alla roversa                                  | Die Insel Voluptia oder Die Frauen an der Macht | 1989           |                                |
| Manuel García                        | Il Califfo di Bagdad                                   | Der Kalif von Bagdad                            | 2014           |                                |
| Francesco Gardi                      | Il medico a suo dispetto, ossia La muta per amore      | Arzt wider Willen                               | 2017           |                                |
| Francesco Gardi                      | L’incantesimo senza magia                              | Alles verhext?!                                 | 2017           |                                |
| Florian Leopold Gassmann             | La contessina                                          | La Contessina (Die junge Gräfin)                | 1971           |                                |
| Florian Leopold Gassmann             | La casa di campagna                                    | Eine feine Gesellschaft                         | 2001           |                                |
| Pierre Gaveaux                       | Un quart d’heure de silence                            | Eine Viertelstunde Schweigen                    | 2009           |                                |
| François-Auguste Gevaert             | La Comédie à la Ville                                  | So eine Komödie                                 | 2025           |                                |
| François-Auguste Gevaert             | Le diable au moulin                                    | Der Teufel von der Mühle                        | 2025           |                                |
| André-Ernest-Modeste Grétry          | L’amant jaloux                                         | Der eifersüchtige Liebhaber                     | 1981           |                                |
| André-Ernest-Modeste Grétry          | Le jugement de Midas                                   | Das Urteil des Midas                            | 1994           |                                |
| Albert Grisar                        | Le chien du Jardinier                                  | Der Hund des Gärtners                           | 2007           |                                |
| Albert Grisar                        | Bonsoir Monsieur Pantalon!                             | Gute Nacht, Herr Pantalon!                      | 2007           |                                |
| Pietro Alessandro Guglielmi          | La lanterna di Diogene                                 | Die Laterne des Diogenes                        | 1987           |                                |
| Fromental Halévy                     | L’éclair                                               | Der Blitz                                       | 1977           |                                |
| Ferdinand Hérold                     | L’Auteur mort et vivant                                | Der tote Dichter lebt                           | 2019           |                                |
| Ferdinand Hérold                     | Le Muletier                                            | Der Maultiertreiber                             | 2019           |                                |
| Friedrich Heinrich Himmel            | Der Kobold                                             | Der Kobold                                      | 1984           |                                |
| Nicolas Isouard                      | L’une pour l’autre                                     | Wer für wen?                                    | 1996           |                                |
| Nicolas Isouard                      | Joconde ou Les Coureurs d'aventures                    | Abenteurerlust                                  | 2016           |                                |
| Conradin Kreutzer                    | Die beiden Figaro                                      | Die beiden Figaro                               | 1998           |                                |
| Nicola Logroscino                    | Il governatore                                         | Da Bürgamoasta                                  | 1991           | übersetzt in bairische Mundart |
| Heinrich Marschner                   | Der Bäbu                                               | Der Bäbu                                        | 2018           |                                |
| Vicente Martín y Soler               | L’arbore di Diana                                      | Der Baum der Diana                              | 1982           |                                |
| Jean-Paul-Égide Martini              | Le droit du seigneur                                   | Das Recht des Lehnsherrn                        | 2005           |                                |
| Victor Massé                         | Les noces de Jeanette                                  | Die Hochzeit der Jeanette                       | 1979           |                                |
| Johann Simon Mayr                    | Di locanda in locanda e sempre in sala                 | Von Gasthof zu Gasthof                          | 1997           |                                |
| Étienne-Nicolas Méhul                | Le trésor supposé                                      | Der Schatzgräber                                | 1983           |                                |
| Étienne-Nicolas Méhul                | Le prince troubadour                                   | Troubadoure                                     | 1983           |                                |
| Pierre-Alexandre Monsigny            | On ne s’avise jamais de tout                           | Vergebliche Vorsicht                            | 2023           |                                |
| Pierre-Alexandre Monsigny            | Rose et Colas                                          | List oder/und Vernunft                          | 2023           |                                |
| Francesco Morlacchi                  | Il barbiere di Siviglia                                | Der Barbier von Sevilla                         | 1992           |                                |
| Giuseppe Mosca                       | La diligenza a Joigni, ossia Il collaterale            | Die Poststation                                 | 2022           |                                |
| Wolfgang Amadeus Mozart              | Bastien und Bastienne                                  | Bastien und Bastienne                           | 1969           |                                |
| Wolfgang Amadeus Mozart              | Der Schauspieldirektor                                 | Theatralische Abenteuer                         | 2020           |                                |
| Johann Gottlieb Naumann              | La dama soldato                                        | Die wehrhafte Dame                              | 2002           |                                |
| Jacques Offenbach                    | La chatte métamorphosée en femme                       | Die verwandelte Katze                           | 1972           |                                |
| Jacques Offenbach                    | Pépito oder Das Mädchen von Elizondo                   | Das Mädchen von Elizondo                        | 1972           |                                |
| Ferdinando Paër                      | La testa riscaldata                                    | Der Hitzkopf                                    | 2015           |                                |
| Giovanni Paisiello                   | Il barbiere di siviglia, ovvero La precauzione inutile | Der Barbier von Sevilla                         | 1970           |                                |
| Giovanni Battista Pergolesi          | La serva padrona                                       | Die Magd als Herrin                             | 1969           |                                |
| François-André Danican Philidor      | Blaise le savetier                                     | Wie man Schulden begleicht                      | 1986           |                                |
| François-André Danican Philidor      | Les femmes vengées                                     | Die Rache der Frauen                            | 1986           |                                |
| Marcos António Portugal              | La donna di genio volubile                             | Die Geschichte von der launischen Prinzessin    | 1990           |                                |
| Pietro Raimondi                      | Il Ventaglio                                           | Der Fächer                                      | 2008           |                                |
| Luigi Ricci                          | Chi dura vince                                         | Eine Rosskur                                    | 2024           |                                |
| Johann Joseph Rösler                 | Le due burle                                           | Das Spiel von Liebe und Zufall                  | 1999           |                                |
| Antonio Salieri                      | L’Angiolina ossia Il matrimonio per sussurro           | Angiolina                                       | 1985           |                                |
| Antonio Salieri                      | Il mondo alla rovescia                                 | Die verkehrte Welt                              | 2010           |                                |
| Franz Seydelmann                     | Il turco in Italia                                     | Der Türke in Italien                            | 1993           |                                |
| Anton Schweitzer                     | Die Dorfgala                                           | Die Dorfgala                                    | 1988           |                                |
| Louis Spohr                          | Zemire und Azor                                        | Zemire und Azor                                 | 2000           |                                |
| Louis Spohr                          | Der Zweikampf mit der Geliebten                        | Der Zweikampf mit der Geliebten                 | 2012           |                                |
| Joseph Weigl                         | L’amor marinaro ossia Il corsaro                       | Strandgut                                       | 2003           |                                |
| Peter von Winter                     | Ogus ossia Il trionfo del bel sesso                    | Der Kampf der Geschlechter                      | 2006           |                                |
| Niccolò Antonio Zingarelli           | La secchia rapita                                      | Der geraubte Eimer                              | 2004           |                                |